# 943
Het jaar 943 is het 43e jaar in de 10e eeuw volgens de christelijke jaartelling.

## Gebeurtenissen
- Koning Constantijn II van Schotland doet afstand van de troon en wordt monnik. Hij wordt opgevolgd door zijn neef Malcolm I
- De Byzantijnen onder generaal Johannes Kourkouas boeken overwinningen in Mesopotamië.
- Na de dood van Herbert II van Vermandois worden zijn gebieden versnipperd. Zijn zonen Robert I en Albert I worden graaf van respectievelijk Meaux en Vermandois, maar ook zijn schoonzoon Theobald I krijgt gebieden. Deze laatste neemt ook de gebieden van zijn vader Theobald de Oude over en noemt zich onder meer graaf van Blois en Tours.
- Rudolf II van Vexin sneuvelt in de strijd tegen Odo van Vermandois die Amiens op hem veroverd had. Zijn broer Wouter I volgt hem op als graaf van Amiens, Vexin en Valois.
- Amalrik II volgt zijn broer Savary II op als burggraaf van Thouars.
- Voor het eerst genoemd: Linne, Maasniel

## Geboren
- Mathilde van Frankrijk, Frans prinses, echtgenote van Koenraad van Bourgondië

## Overleden
- 23 februari - Herbert II (~58), graaf van Meaux en Vermandois (902-943)
- Rudolf II, graaf van Amiens (926-941), Vexin en Valois (926-943)
- Savary II, burggraaf van Thouars (936-943)
- Sinan ibn Thabit, Arabisch geneeskundige en wiskundige
- Theobald de Oude, graaf van Blois (906-943) en Tours (908-943)